# Temporada 1975-76 de los Phoenix Suns
La temporada 1975-76 fue la octava de los Phoenix Suns en la NBA. La temporada regular acabó con 42 victorias y 40 derrotas, ocupando el cuarto puesto de la Conferencia Oeste, clasificándose para los playoffs, en los que cayeron en las Finales ante los Boston Celtics.

## Elecciones en elDraft
| Ronda | Puesto | Jugador        | Posición | Nacionalidad   | Universidad  |
| ----- | ------ | -------------- | -------- | -------------- | ------------ |
| 1     | 4      | Alvan Adams    | Pívot    | Estados Unidos | Oklahoma     |
| 1     | 16     | Ricky Sobers   | Base     | Estados Unidos | UNLV         |
| 2     | 35     | Allen Murphy   | Escolta  | Estados Unidos | Louisville   |
| 3     | 54     | Bayard Forrest | Pívot    | Estados Unidos | Grand Canyon |
| 5     | 76     | Joe Pace       | Pívot    | Estados Unidos | Coppin State |

## Temporada regular
| División Pacífico       | División Pacífico | División Pacífico | División Pacífico | División Pacífico | División Pacífico | División Pacífico | División Pacífico | División Pacífico |
| Equipo                  | G                 | P                 | %                 | PD                | Casa              | Fuera             | Div               |                   |
| ----------------------- | ----------------- | ----------------- | ----------------- | ----------------- | ----------------- | ----------------- | ----------------- | ----------------- |
| y-Golden State Warriors | 59                | 23                | .720              | –                 | 36–5              | 23–18             | 17–9              |                   |
| x-Seattle SuperSonics   | 43                | 39                | .524              | 16                | 31–10             | 12–29             | 12–14             |                   |
| x-Phoenix Suns          | 42                | 40                | .512              | 17                | 27–14             | 15–26             | 15–11             |                   |
| Los Angeles Lakers      | 40                | 42                | .488              | 19                | 31–11             | 9–31              | 10–16             |                   |
| Portland Trail Blazers  | 37                | 45                | .451              | 22                | 25–15             | 12–30             | 11–15             |                   |

## Playoffs

### Semifinales de Conferencia
Seattle SuperSonics vs. Phoenix Suns 
| Fecha       | Partido                                   | Ciudad  |
| ----------- | ----------------------------------------- | ------- |
| 13 de abril | Seattle SuperSonics 102, Phoenix Suns 93  | Seattle |
| 15 de abril | Seattle SuperSonics 111, Phoenix Suns 116 | Seattle |
| 18 de abril | Phoenix Suns 103, Seattle SuperSonics 91  | Phoenix |
| 20 de abril | Phoenix Suns 130, Seattle SuperSonics 114 | Phoenix |
| 25 de abril | Seattle SuperSonics 114, Phoenix Suns 108 | Seattle |
| 27 de abril | Phoenix Suns 123, Seattle SuperSonics 111 | Phoenix |
|             | Phoenix Suns gana las series 4-2          |         |

### Finales de Conferencia
Golden State Warriors vs. Phoenix Suns 
| Fecha      | Partido                                     | Ciudad  |
| ---------- | ------------------------------------------- | ------- |
| 2 de mayo  | Golden State Warriors 128, Phoenix Suns 99  | Oakland |
| 5 de mayo  | Golden State Warriors 101, Phoenix Suns 108 | Oakland |
| 7 de mayo  | Phoenix Suns 99, Golden State Warriors 101  | Phoenix |
| 9 de mayo  | Phoenix Suns 133, Golden State Warriors 129 | Phoenix |
| 12 de mayo | Golden State Warriors 111, Phoenix Suns 95  | Oakland |
| 14 de mayo | Phoenix Suns 105, Golden State Warriors 104 | Phoenix |
| 16 de mayo | Golden State Warriors 86, Phoenix Suns 94   | Oakland |
|            | Phoenix Suns gana las series 4-3            |         |

### Finales de la NBA
Boston Celtics vs. Phoenix Suns
| Fecha      | Partido                              | Ciudad  |
| ---------- | ------------------------------------ | ------- |
| 23 de mayo | Boston Celtics 98, Phoenix Suns 87   | Boston  |
| 27 de mayo | Boston Celtics 105, Phoenix Suns 90  | Boston  |
| 30 de mayo | Phoenix Suns 105, Boston Celtics 98  | Phoenix |
| 2 de junio | Phoenix Suns 109, Boston Celtics 107 | Phoenix |
| 4 de junio | Boston Celtics 128, Phoenix Suns 126 | Boston  |
| 6 de junio | Phoenix Suns 80, Boston Celtics 87   | Phoenix |
|            | Boston gana las finales 4-2          |         |

## Estadísticas
| Rk | Jugador          | Edad | P  | PT | MP   | TC  | TCI  | %TC  | TL  | TLI | %TL   | RO  | RD  | RT  | AS  | RB  | TAP | BP | FP  | PTS  |
| -- | ---------------- | ---- | -- | -- | ---- | --- | ---- | ---- | --- | --- | ----- | --- | --- | --- | --- | --- | --- | -- | --- | ---- |
| 1  | Paul Westphal    | 25   | 82 |    | 36.1 | 8.0 | 16.2 | .494 | 4.5 | 5.4 | .830  | 0.9 | 2.3 | 3.2 | 5.4 | 2.6 | 0.5 |    | 2.7 | 20.5 |
| 2  | Gar Heard        | 27   | 36 |    | 33.9 | 5.1 | 11.4 | .452 | 2.1 | 3.1 | .673  | 3.0 | 6.9 | 9.9 | 1.8 | 1.4 | 1.1 |    | 3.3 | 12.4 |
| 3  | Alvan Adams      | 21   | 80 |    | 33.2 | 7.9 | 16.8 | .469 | 3.3 | 4.4 | .735  | 2.7 | 6.4 | 9.1 | 5.6 | 1.5 | 1.5 |    | 3.4 | 19.0 |
| 4  | Curtis Perry     | 27   | 71 |    | 33.1 | 5.4 | 10.9 | .497 | 2.5 | 3.4 | .732  | 2.8 | 6.9 | 9.6 | 2.6 | 1.2 | 0.9 |    | 3.8 | 13.3 |
| 5  | Dick Van Arsdale | 32   | 58 |    | 32.2 | 4.8 | 9.8  | .484 | 3.4 | 4.1 | .830  | 0.7 | 1.7 | 2.4 | 2.4 | 0.9 | 0.2 |    | 1.9 | 12.9 |
| 6  | Keith Erickson   | 31   | 74 |    | 25.0 | 4.1 | 8.8  | .470 | 1.8 | 2.1 | .854  | 1.4 | 3.1 | 4.5 | 2.5 | 1.1 | 0.1 |    | 2.6 | 10.1 |
| 7  | Ricky Sobers     | 23   | 78 |    | 24.3 | 3.6 | 8.0  | .449 | 2.0 | 2.5 | .823  | 1.0 | 2.3 | 3.3 | 2.8 | 1.4 | 0.1 |    | 3.2 | 9.2  |
| 8  | John Shumate     | 23   | 43 |    | 21.6 | 4.3 | 7.9  | .550 | 2.7 | 4.3 | .628  | 1.4 | 4.2 | 5.6 | 1.4 | 1.0 | 0.4 |    | 1.8 | 11.3 |
| 9  | Dennis Awtrey    | 27   | 74 |    | 18.6 | 1.9 | 4.1  | .467 | 1.0 | 1.5 | .688  | 1.3 | 2.7 | 4.0 | 2.1 | 0.3 | 0.3 |    | 2.1 | 4.9  |
| 10 | Nate Hawthorne   | 26   | 79 |    | 14.5 | 2.3 | 5.4  | .430 | 1.5 | 2.2 | .676  | 1.1 | 1.6 | 2.6 | 0.6 | 0.4 | 0.2 |    | 1.9 | 6.1  |
| 11 | Pat Riley        | 30   | 60 |    | 13.2 | 1.9 | 4.8  | .389 | 0.9 | 1.2 | .730  | 0.3 | 0.5 | 0.8 | 1.0 | 0.4 | 0.1 |    | 1.8 | 4.6  |
| 12 | Phil Lumpkin     | 24   | 34 |    | 10.9 | 0.6 | 1.9  | .338 | 0.8 | 0.9 | .867  | 0.2 | 0.5 | 0.7 | 1.4 | 0.4 | 0.0 |    | 0.8 | 2.1  |
| 13 | Mike Bantom      | 24   | 7  |    | 9.7  | 1.1 | 3.7  | .308 | 0.7 | 0.7 | 1.000 | 1.0 | 2.3 | 3.3 | 0.4 | 0.3 | 0.3 |    | 1.9 | 3.0  |
| 14 | Fred Saunders    | 24   | 17 |    | 8.6  | 1.6 | 3.8  | .438 | 0.4 | 0.6 | .545  | 0.6 | 1.5 | 2.2 | 0.8 | 0.3 | 0.1 |    | 1.4 | 3.6  |
| 15 | John Wetzel      | 31   | 37 |    | 6.7  | 0.6 | 1.2  | .478 | 0.5 | 0.6 | .833  | 0.2 | 0.8 | 1.0 | 0.5 | 0.2 | 0.1 |    | 0.8 | 1.7  |

## Galardones y récords
| Jugador         | Galardón                                                              |
| Alvan Adams     | Rookie del Año de la NBA Mejor quinteto de rookies de la NBA All-Star |
| Jerry Colangelo | Ejecutivo del Año de la NBA                                           |